# Les Guerriers du Bronx
Pour plus de détails, voir Fiche technique et Distribution.
Les Guerriers du Bronx (1990: I guerrieri del Bronx) est un film italien réalisé par Enzo G. Castellari, sorti en 1982. Le film se veut une réponse aux films de gangs comme Les Guerriers de la nuit de Walter Hill ou plus noir comme New York 1997 de John Carpenter.

## Synopsis
Une jeune héritière fuit le domicile familial et se retrouve perdue dans le Bronx, où les forces armées n'osent même plus entrer tellement la zone est devenue invivable. Trash, chef d'un gang du nom de « Riders » parvient in extremis à la sauver d'une bande, il commence à se rendre compte qu'elle est recherchée par d'autres gangs et aussi par une organisation secrète du gouvernement.

## Fiche technique
- Titre français : Les Guerriers du Bronx
- Titre original : 1990: I guerrieri del Bronx
- Réalisation : Enzo G. Castellari
- Scénario : Dardano Sacchetti, Elisa Briganti & Enzo G. Castellari
- Musique : Walter Rizzati
- Photographie : Sergio Salvati (en)
- Montage : Gianfranco Amicucci
- Production : Fabrizio De Angelis
- Société de production : Deaf Internacional Film s.r.l.
- Pays :  Italie
- Langue : Italien, Anglais
- Format : Couleur - Mono - 35 mm - 2.35:1
- Genre : Action, Science-fiction
- Durée : 92 min

## Distribution
- Mark Gregory (VF : Alain Dorval) : Trash
- Christopher Connelly (VF : Bernard Tiphaine) : Hot Dog
- Fred Williamson (VF : Med Hondo) : L'Ogre
- Vic Morrow (VF : Marc de Georgi) : Hammer
- Stefania Girolami Goodwin (VF : Annie Balestra) : Ann
- Joshua Sinclair (VF : Patrick Poivey) : Hans
- Betty Dessy (VF : Martine Messager) : Witch
- Ennio Girolami : Samuel Fisher
- Enzo G. Castellari (VF : Jacques Deschamps) : Le vice président
- Massimo Vanni (VF : Maurice Sarfati) : Blade
- George Eastman (VF : Claude Bertrand) : Golan
- Angelo Ragusa (VF : Alain Flick) : Leech

## Anecdote
- Vic Morrow porte ici le même nom que dans La Mort au large, autre film de Castellari.